# Ferdinando I Carafa
Ferdinando Carafa della Stadera, duca di Nocera (XVI secolo – Nocera dei Pagani, 25 maggio 1558), fu il terzo conte di Soriano Calabro.

## Biografia
Figlio di Tiberio Carafa, primo duca di Nocera, e della nobildonna Geronima de Borgia Lanzol, rampollo della nobile famiglia napoletana dei Carafa della Stadera (o Caraffa), Ferrante (o Ferdinando I) fu il secondo duca di Nocera dei Pagani e il terzo conte di Soriano Calabro.
Nel 1549 prese possesso del casale di Brognaturo in Calabria, acquistandolo per la somma di 5000 ducati. Lo rivendette nel 1553 ricavandone 3000 ducati.
Sposò Eleonora Concublet, figlia di Giovanni Francesco, secondo Marchese d'Arena e di Laura Carafa dei Conti di Policastro, dalla quale ebbe dei figli. Il suo primogenito Alfonso gli succedette nel titolo di duca di Nocera.
A lui si deve la costruzione, intorno al 1530, del palazzo ducale di Nocera Inferiore.
Morì il 25 maggio del 1558.